# 1606 Джеховський
1606 Джеховський (1606 Jekhovsky) — астероїд головного поясу, відкритий 14 вересня 1950 року.
Тіссеранів параметр щодо Юпітера — 3,286.